# Prostitute (pel·lícula)
Prostitute és una pel·lícula britànica del 1980, que va suposar el debut com a director de Tony Garnett qui també en va escriure el guió i va produir la pel·lícula.

## Argument
La pel·lícula narra la història de Sandra (Eleanor Forsythe), "una ambiciosa noia treballadora de Birmingham que es trasllada a Londres." Allí exerceix la prostitució de la mateixa manera que ho feia a Birmingham. Quan retorna a casa, un advocat i un treballador social organitzen un grup de suport per a una campanya per tal de modificar la llei que regula la prostitució al Regne Unit. Moltes escenes foren rodades a Balsall Heath, l'antic districte vermell de Birmingham.

## Repartiment
- Eleanor Forsythe... Sandra
- Kate Crutchley... Louise
- Kim Lockett 	... Jean
- Nancy Samuels ... Rose
- Riccardo Mangano ... David Selby
- Phyllis Hickson ... Mare de Rose
- Joseph Senior ... 	Joseph
- Ann Whittaker ... Amanda

## Recepció
Fou projectada com a part de la selecció oficial al Festival Internacional de Cinema de Sant Sebastià 1980.